# Frédéric Finot
Frédéric Finot (Nevers, 20 maart 1977) is een voormalig Frans wielrenner.

## Belangrijkste overwinningen
2000
- Proloog Ronde van Normandië
- 5e etappe Ronde van het Waalse Gewest

2002
- Prix du Leon
- Ronde van de Doubs

2003
- 1e etappe Vierdaagse van Duinkerke

2004
- Duo Normand (met Eddy Seigneur)

2005
- Eindklassement Parijs-Corrèze

## Resultaten in voornaamste wedstrijden
| Jaar | Ronde van Italië | Ronde van Frankrijk | Ronde van Spanje |
| ---- | ---------------- | ------------------- | ---------------- |
| 2003 |                  | 137e                |                  |
| 2004 |                  | 145e                |                  |
| 2005 |                  |                     | 122e             |
| 2006 |                  |                     | buiten tijd      |

| Jaar | Luik-Bast.‑Luik |
| ---- | --------------- |
| 2003 |                 |
| 2004 |                 |
| 2005 |                 |
| 2006 | 105e            |